# Paul Manon
Paul Manon  est un footballeur gabonais né le 5 janvier 1944 à Libreville (Gabon) et mort le 30 septembre 2001. 1,71 m pour 69 kg. Il a joué  milieu de terrain  au Stade de Reims, au Gazélec Ajaccio et à l'US Boulogne.  

## Carrière de Joueur
- avant 1966 :Tours FC
- 1966-1969 : Stade de Reims (26 matchs et 5 buts marqués en division 1; 71 matchs et 4 buts marqués en division 2)
- 1969-1971 : Gazélec Ajaccio
- 1971-1975 : US Boulogne

## Palmarès
- International gabonais